# Anamorf (svamp)
Det anamorfe udviklingsstadium hos svampe er en ukønnet formeringsmåde, som findes hos en lang række arter. Som ved den kønnede formering dannes der sporer. Hvis de anamorfe sporer afkastes fra egentlige hyfer, kaldes de konidier. Hvis sporerne derimod opstår ved, at hyferne falder fra hinanden i småstykker og går i opløsning, kaldes de for klamydosporer. Endelig kan de ukønnede sporer opstår, når der sker en opdeling i en bestående celle (sporangie), og så kaldes de for sporangiesporer. Tilsammen kaldes de ukønnede sporer for mitosporer.
Den modsatte situation har man ved svampens teleomorfe udviklingsstadium, hvor formeringen er en følge af en kønnet dannelse af såkaldte meiosporer. Hvis en svampeart har både et anamorft og et teleomorft stadium, så kaldes det samlede formeringsforløb for holomorft, og arten betegnes som pleomorf.
Anamorfer kendes hos både basidiesvampene, koblingssvampene, piskesvampene og sæksvampene. Desuden har man stadig en større gruppe af svampe, der – indtil videre – kun kendes i det anamorfe stadium. De kaldes fungi imperfecti (Deuteromycetes). Disse svampe er kendetegnet ved, at man kun sjældent kan finde et meiosporestadium, og at et meiosporangier ikke dannes. De kan altså kun formere sig ukønnet ved dannelse af konidier.
Ved anvendelse af moderne DNA-teknikker er det dog lykkedes at sammenknytte en given arts anamorfe stadium med dens teleomorfe form. Dette har i flere tilfælde ført til den overraskende erkendelse, at to tilsyneladende meget forskellige arter – der ofte har været betragtet som hjemmehørende i vidt forskellige dele af den videnskabelige system – i virkeligheden blot er forskellige former af én og samme art. For tiden er der et større arbejde i gang med at dokumentere det holomorfe udviklingsforløb hos arter af Trichoderma (anamorf)/Hypocrea (teleomorf). Således har man nu f.eks. fastslået, at Rødbrun Kødkernesvamp (Hypocrea rufa) er identisk med sit anamorfe stadium, Trichoderma viride.